# Brutus (hudební skupina)
Brutus je česká rocková a taneční skupina, která pro svůj styl razí termín pravý bigbít. Skupina je považována za legendu českého tancovačkového bigbítu.

## Historie
Začátky skupiny se datují až do konce roku 1966, kdy v Rakovníku vznikla kapela Mandragora. V době normalizace byla častokrát obtěžována státními úředníky, kteří byli na Rakovnicku velmi aktivní a dokonce několikrát nucena činnost dočasně pozastavit. Po definitivním zákazu kapely na jaře 1973 se tehdejší členové rozhodli  založit Elektronik, který se vyznačoval tehdy populárním jazz-rockovým repertoárem. Po dalším zákazu pak v březnu 1980 konečně vznikl Brutus, který navazoval na přímočařejší bigbít Mandragory. Mezi léty 1983-1989 vystupovali pod krycím jménem Kyklop. Před sametovou revolucí na podzim 1989 se vrátili k původnímu názvu Brutus, který používají dodnes a objíždí se svými čtyřhodinovými, v osmdesátých letech pravidelně šestihodinovými zábavovými koncerty celou Českou republiku, od sálů velkých měst, po sokolovny v zapadlých obcích. V roce 1995 skupina hrála ve filmu Indiánské léto Saši Gedeona, podílela se na sitcomu Comeback, kde fragment písně Zdá se mi tvoří jeho znělku a samotní členové skupiny hrají ve dvou z jeho epizod. Píseň Gorila zní i ve filmu Jana Prušinovského Okresní přebor. Kapela vystupuje ve filmu Tomáše Svobody Dvě nevěsty a jedna svatba. Brutus tam má několik známých songů a je i vidět několik minut na venkovské tancovačce. Skupina spolupracovala nebo vystupovala např. s legendárními UK Subs, TV Smith, Dr. Feelgood nebo slovenskými Zóna A či No Name. Úzce spolupracují s britskými The Vibrators.

## Členové skupiny
Za celou historii skupiny se v ní vystřídalo 49 muzikantů. V současnosti hraje kapela ve složení Vladimír Hasal (kapelník, manažer), Alexander „Sáša“ Pleska (frontman, umělecký vedoucí), Pavel Fišar, Milan Křížanovský,  Václav Trlica, Jan Prokop, Zbyněk Šlajchrt (občas), Jan Bitman (občas), Jan Nový (občas), Michal Cerman (občas), František Matějovský (občas).

## Koncerty a texty
Kapela hraje na svých koncertech zhruba čtyři hodiny, což činí cca 60–70 písní za večer. Celkový repertoár skupiny Brutus činí něco přes 100 písní. Během koncertů hrají rovněž některé coververze, převážně britských a amerických rock'n'rollových hudebníků (např. Chuck Berry, The Shadows, The Kinks, Eddie Cochran, Bob Dylan a mnoho dalších).
Texty kapely jsou různorodé, avšak převážně mají veselý charakter – pojednávají o lásce, pití, tanci či rock and rollu. Některé jsou i téměř dadaistické.

## Známé hity
Skupina Brutus vydala v roce 1997 svoje první a doposud poslední výběrové album Best of Brutus, avšak častým hraním velkého kvanta písní, včetně písní na přání, už téměř všechny zlidověly. I přesto je zde několik zásadových a populárních písní, jako např.:
- Dlažební kostka
- Hej kámo
- Hospody hospody a restaurace
- Gorila
- První polibek
- Opijem se
- Dej se políbit
- Dřív než zaplatíš
- Somráci
- Plakej dívko
- Poslední přání
- Zdá se mi
- Kdo na to má
- Tvoje máma to ví, že jsem blázen

a mnoho dalších.

## Diskografie
- Třikrát denně akt (1991), 2. vydání (2002), 3. vydání (2021)
- Mám horečku (1992), 2. vydání (2010)
- Somráci - Live (1993)
- Celý večer rock and roll (1994)
- Gorila (1995)
- Best of Brutus (1997)
- Deme na to (1998)
- Alko alkohol CD singl+videoklip (1999)
- Dík za číslo (2005)
- To samozřejmě můžeš (2008)
- Alko alkohol - Pozdní sběr 1999 CD+DVD (2009)
- 2011-05-28 Plasy (2011)
- Brutus živě a nahlas DVD (2017)